# Ultunae Drängar
Ultunae Drängar, kort UD eller fullständigt Sångarsällskapet Ultunae Drängar, är en manskör för studenter vid Sveriges lantbruksuniversitet, Uppsala (Ultuna campus).
Kören framträder i huvudsak i Uppsala, inte sällan med systerkören Ulla. En gång årligen stämmer UD tillsammans med övriga manskörer i Uppsala upp i Kapris, Uppsalas manskörsfestival.